# Mobilizon
Mobilizon er et gratis, open source-software til at organisere grupper og planlægning af begivenheder, der blev lanceret i oktober 2020. Det er udviklet af den franske gruppe Framasoft og ønsker at være et alternativ til sider som Facebook, Meetup eller Eventbrite.

## Historie
Framasoft startede sin fundraising-kampagne for Mobilizon 14. maj 2019. Den sluttede med succes den 10. juli 2019, og havde sin første testudgivelse den 15. oktober 2019. Den første version blev udgivet den 27. oktober 2020, og opdateret udgave af version 1.02 kom den 17. november 2020. Mobilizons Android-app blev lavet af den samme udvikler, som lavede Fedilab.
I januar 2021 kørte over tres servere Mobilizon.

## Teknologi
Mobilizon er skrevet i programmeringssproget Elixir og dets webframwork Phoenix. Dens brugergrænseflade er skrevet i VueJS. Den bruger ActivityPub til at dele information med anden fødereret software, såsom Mastodon og Peertube. Det meste af dets fødereringskode kommer fra mikrobloggingsoftwaren Pleroma.